# Maurenne
Maurenne est un gros hameau belge sur la route qui remonte de la vallée de la Meuse vers Anthée, Avec le village d'Hastière-Lavaux, il fait aujourd'hui partie de la commune d'Hastière en province de Namur (Région wallonne).
Maurenne est situé sur un petit promontoire face au vallon du Feron. Le hameau compte 60 habitants.

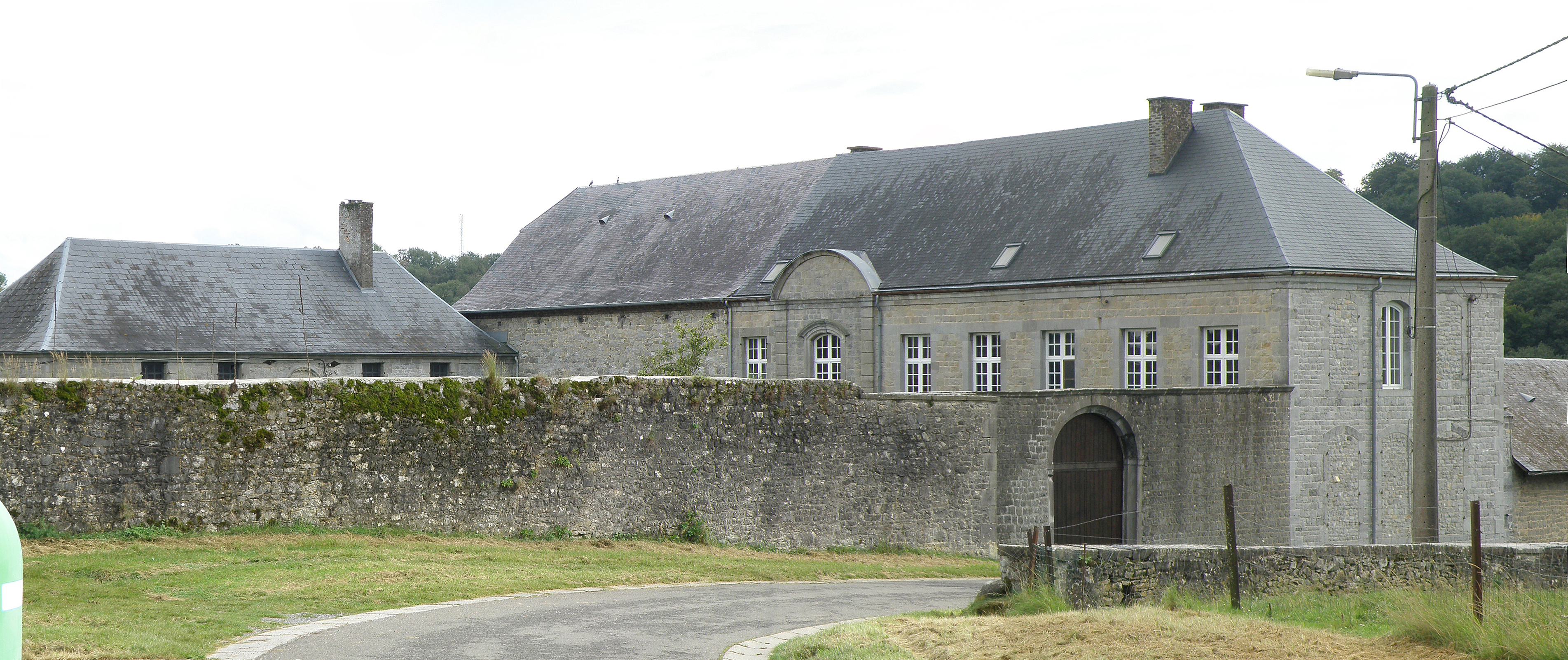
Ferme Saint-Hubert (XVIIIe siècle).